# Курумай
Курумай (яп. 軽米町 Карумай-мати) — посёлок в Японии, находящийся в уезде Кунохе префектуры Иватэ. Площадь посёлка составляет 245,74 км², население — 9507 человек (1 августа 2014), плотность населения — 38,69 чел./км².

## Географическое положение
Посёлок расположен на острове Хонсю в префектуре Иватэ региона Тохоку. С ним граничат города Нинохе, Кудзи, Хатинохе, посёлки Хироно, Хасиками и село Кунохе.

### Климат
Климат Курумай — влажный океанический, характеризуется прохладным летом и мягкой зимой. Средняя температура составляет 9,5 °C. За год в Курумай выпадает среднем 1209 мм атмосферных осадков. Самым влажным месяцем года является сентябрь, а самым сухим — февраль. Самая высокая температура наблюдается в августе — около 22, 5 °C, а самая низка в январе — около -2,4 °C.

## Население
Население посёлка составляет 9507 человек (1 августа 2014), а плотность — 38,69 чел./км². Изменение численности населения с 1980 по 2005 годы:
| 1980 | 13 768 чел. |  |
| 1985 | 13 487 чел. |  |
| 1990 | 12 646 чел. |  |
| 1995 | 12 290 чел. |  |
| 2000 | 11 863 чел. |  |
| 2005 | 10 997 чел. |  |

## Экономика
Экономика Курумай в основном построена на сельском хозяйстве, в особенности на скотоводстве, взращивании зерновых культур и производстве древесного угля.

## Транспорт

### Железнодорожный транспорт
Поселок Курумай не оборудован железнодорожными путями пассажирских поездов.

### Автомагистрали
- Скоростная автомагистраль Хачинохе
- Японская национальная дорога 340
- Японская национальная дорога 395

## Символика
Деревом посёлка считается тис остроконечный, цветком — магнолия Кобуси, птицей — Syrmaticus soemmerringii.

## Выдающиеся люди из Курумай
- Харуити Фурудатэ — мангака.